# ジオゴ・ダ・シウヴァ・ファリアス
ジオゴ・アコスタ（Diogo Acosta）こと、ジオゴ・ダ・シウヴァ・ファリアス（Diogo da Silva Farias、1990年6月13日 - ）は、ブラジルのプロサッカー選手。ポジションはFW。
Kリーグ時代の登録名はディオゴ（ハングル: 디오고）、Jリーグ時代の登録名はジオゴ・アコスタ。

## 来歴
2013年1月、仁川ユナイテッドFCに加入。このシーズンは32試合で7ゴールを挙げた。2014年、再び仁川にレンタルで加入。
2015年夏、チュニジアのエトワール・サヘルと3年間の契約を結んだ。
2019年6月、ベガルタ仙台に完全移籍で加入するも、公式戦の出場はわずか2試合にとどまり、2020年1月5日、契約満了による退団が発表された。

## 個人成績
| 国内大会個人成績 | 国内大会個人成績 | 国内大会個人成績 | 国内大会個人成績 | 国内大会個人成績 | 国内大会個人成績 | 国内大会個人成績 | 国内大会個人成績 | 国内大会個人成績 | 国内大会個人成績 | 国内大会個人成績 | 国内大会個人成績 |
| 年度             | クラブ           | 背番号           | リーグ           | リーグ戦         | リーグ戦         | リーグ杯         | リーグ杯         | オープン杯       | オープン杯       | 期間通算         | 期間通算         |
| 年度             | クラブ           | 背番号           | リーグ           | 出場             | 得点             | 出場             | 得点             | 出場             | 得点             | 出場             | 得点             |
| 日本             | 日本             | 日本             | 日本             | リーグ戦         | リーグ戦         | リーグ杯         | リーグ杯         | 天皇杯           | 天皇杯           | 期間通算         | 期間通算         |
| ---------------- | ---------------- | ---------------- | ---------------- | ---------------- | ---------------- | ---------------- | ---------------- | ---------------- | ---------------- | ---------------- | ---------------- |
| 2019             | 仙台             | 29               | J1               | 1                | 0                | 0                | 0                |                  |                  |                  |                  |
| 通算             | 日本             | 日本             | J1               | 1                | 0                | 0                | 0                |                  |                  |                  |                  |
| 総通算           | 総通算           | 総通算           | 総通算           | 1                | 0                | 0                | 0                |                  |                  |                  |                  |

## タイトル
エトワール・サヘル
- チュニジア・リーグ：1回（2015-16）
- チュニジア・カップ：1回（2014-15）
- CAFコンフェデレーションカップ：1回（2015）